# Mifleget ha-ichud
Mifleget ha-ichud (hebrejsky: מפלגת האיחוד; Strana jednoty) byla izraelská politická strana existující v letech 1980–1981. Oficiálně se nazývala Mifleget ha-ichud le-kidum u-le-chinuch ha-chevra be-Jisra'el (מפלגת האיחוד לקידום ולחינוך החברה בישראל, Strana jednoty pro pokrok a vzdělávání izraelské společnosti).

## Okolnosti vzniku a ideologie strany
Strana vznikla 11. listopadu 1980 poté, co poslanec Sa'adia Marci'ano opustil svou stranu Machane smol le-Jisra'el. Dne 30. prosince 1980 ji pojmenoval Šivjon be-Jisra'el–Panterim (שוויון בישראל-פנתרים, Rovnost v Izraeli-Panteři). Jméno odkazovalo na izraelské hnutí Černých panterů, mezi jehož zakladatele Marci'ano patřil.
V květnu 1981 se k této formaci přidal i poslanec Mordechaj Elgrabli, který byl původně ve volbách roku 1977 zvolen za stranu Daš. Po jejím rozpadu přešel do strany Tnu'a demokratit, ale ani v ní nezůstal. Po příchodu Elgrabliho získala dosavadní Marci'anova frakce nynější jméno Mifleget ha-ichud. Strana kandidovala ve volbách roku 1981, ale nezískala mandáty, protože nepřesáhla 1 % hlasů. Po volbách strana přestala fungovat.